# Шуман, Густав (пианист)
Густав Шуман (нем. Gustav Schumann; 15 марта 1815, Хольденштедт — 16 августа 1889, Берлин) — немецкий пианист, композитор и музыкальный педагог.
Учился в Берлине у Вильгельма Тауберта. С 1838 г. работал в Берлине как учитель музыки. По некоторым данным, в 1840—1841 гг. брал уроки у Фридерика Шопена. В 1843—1845 гг. гастролировал со скрипачом Иоганном Реммерсом, выступив, в частности, в Штеттине, Кёнигсберге, Риге, Лемберге, Яссах, Праге и Вене. Особенным успехом пользовалась в его исполнении музыка Шопена и Роберта Шумана.
Шуману посвящена Серенада для оркестра Рихарда Вюрста (1870).